# Arabis pubescens
Arabis pubescens là một loài thực vật có hoa trong họ Cải. Loài này được (Desf.) Poir. mô tả khoa học đầu tiên năm 1811.